# دة شيخ طسوج (مقاطعة تشرام)
دة شيخ طسوج (بالفارسية: ده شیخ طسوج) هي قرية تقع في قسم تشرام الريفي (مقاطعة تشرام) في إيران. يقدر عدد سكانها بـ 43 نسمة بحسب إحصاء 2016.